# Sony Xperia V
Sony Xperia V（日本型號：Xperia AX），是索尼於2012年發佈的旗艦手機，採用Android 4.0作業系統，它是索尼移動通信首部支援全球4G LTE的手機，是首批機背取消了索尼愛立信「小綠球」的索尼手機之一。

## 網路
- GSM GPRS / EDGE 850、900、1800、1900
- UMTS HSPA+ 850、900、2100
- LTE Band I、Band III、Bandv V、Band VII、Band XX
- 2G Network GSM 850 / 900 / 1800 / 1900
- 3G Network HSDPA 850 / 900 / 2100
- 4G Network LTE 800 / 850 / 1800 / 2100 / 2600

## 硬件
手機採用4.3吋電容式觸控技術，解像度1280×720，是首部搭載Mobile Bravia Engine 2顯示技術。Qualcomm Snapdragon S4 MSM8960 1.5 GHz 雙核處理器，1300萬像素後置Exmor R鏡頭，30萬像素前置鏡頭，MHL輸出功能，內置1GB RAM、8GB 快閃記憶體儲存。設有Micro USB連接埠，並支援近場通訊（NFC）技術，可讀取八達通卡中的餘額等資料，或與另一部支援NFC功能的手機分享檔案。

## 作業系統
手機採用Android 4.0作業系統，索尼已提供Android 4.1及Android 4.3的軟件升級。手機內置Timescape UI，取得PlayStation Certified及DLNA認證。

## 顏色
顏色包括：
| 顏色 | 名稱       | 英語      | 備註     |
| ---- | ---------- | --------- | -------- |
|      | 黑色       | Black     |          |
|      | 白色       | White     |          |
|      | 粉紅色     | Pink      |          |
|      | 土耳其藍色 | Turquoise | 日本限定 |

## 外部連結
- Xperia™ V - 索尼官方網站（页面存档备份，存于）